# 井上春碩因碩
井上春碩因碩（いのうえ しゅんせきいんせき、宝永4年（1707年） - 安永元年（1772年）12月）は、江戸時代の囲碁棋士で、家元井上家六世井上因碩（相続時は五世、家系書き換えで六世）。下総国出身、八段準名人。元の名は伊藤春碩。本因坊秀伯、本因坊察元と2度の争碁を打った。

## 経歴
享保11年(1726年)に五世井上策雲因碩の跡目であった高橋友碩が亡くなり、21歳六段の春碩が再跡目となる。同年、御城碁に初出仕。享保19年(1734年)に策雲が隠居し、春碩が家督相続して六世井上因碩となる。
寛延3年(1750年)に弟子の岡田春達を跡目とする。明和元年(1764年)に本因坊察元とともに八段準名人に昇段。続いて察元の碁所願いのために争碁を打つが、敗れる。明和8年(1771年)に隠居し、跡目春達に家督を譲る。翌安永元年(1772年)12月没。
享保9年(1724年)の永野快山(先)との対局は、92手まで三コウの棋譜として知られる。また、明和4年(1768年)の御城碁での酒井石見守(三子)との棋譜は、漫画「ヒカルの碁」で使用された。

## 秀伯との争碁
元文4年(1739年)に本因坊秀伯は、七段上手への昇進を安井仙角を通じて5世林因長門入と因碩に同意を求めたが、門入、春碩ともに承知しなかった。そのため秀伯は門入との20番の争碁を出願したが、門入が病気を理由に断ったため、代役として因碩が秀伯との争碁を打つことになる。秀伯先相先で開始、第1局は同年11月11日の御城碁で行われ、翌年6月までに8局打って秀伯4勝3敗1ジゴとなったところで秀伯が病に倒れ中断となる。秀伯はそのまま没し、本因坊家は前代の知伯に続いて七段に届かなかった。

## 琉球使節手合せ
寛延元年(1748年)に琉球使節が来訪した際、随員の田上親雲上、与那覇里之子の2名が、1710年の使節に続いて、島津家を通じ対局を願い出た。この時に唯一の七段であった因碩が対局することとなり、12月25日に薩摩藩邸にて、因碩が田上と三子、門弟の岡田春達が与那覇と四子で対局、因碩、春達とも敗れた。勝った田上は、五段（上手に先）の免状を求めたが、先例は三段（上手に二子）であったところから、四段（上手に先二）を与えた。この時因碩は、過去の本因坊道策、井上道節因碩による琉球使節への免状発行と同じく「日本国大国手」と署名した。

## 察元との争碁
宝暦6年(1756年)に本因坊察元は七段昇段を他家に申し入れ、因碩と七世林転入門入が反対したが、察元が争碁を申し入れたことで昇段を認めた。明和元年(1764年)に因碩と察元は同時に八段昇段する。明和3年(1766年)に察元は名人碁所を願い出て、因碩と20番の争碁（互先）を打つこととなる。1局目を御城碁で打ちジゴとした後、翌年3月まで6局で察元5勝1ジゴとなり、因碩は病気を理由に中絶し、察元は寺社奉行に願い出て九段（名人）となった。

## 御城碁戦績
- 1727年（享保12年） 先番1目勝 林因長門入
- 1728年（享保13年） 先番ジゴ 安井仙角
- 1729年（享保14年） 先番4目勝 本因坊知伯
- 1730年（享保15年） 先番ジゴ 林因長門入
- 1731年（享保16年） 白番3目負 本因坊知伯
- 1732年（享保17年） 先番4目勝 本因坊知伯
- 1733年（享保18年） 白番4目負 林因長門入
- 1734年（享保19年） 白番2目負 本因坊秀伯
- 1735年（享保20年） 先番3目勝 林因長門入
- 1736年（元文元年） 白番ジゴ 安井春哲
- 1737年（元文2年） 向二子7目負 林門利
- 1738年（元文3年） 白番4目負 本因坊秀伯
- 1739年（元文4年） 先番2目勝 本因坊秀伯
- 1740年（元文5年） 白番1目勝 安井春哲仙角
- 1741年（寛保元年） 白番1目負 林門利
- 1742年（寛保2年） 向二子4目勝 本因坊伯元
- 1743年（寛保3年） 白番ジゴ 林門利
- 1747年（延享4年） 先番16目勝 本因坊伯元
- 1748年（寛延元年） 向三子3目負 安井仙哲
- 1749年（寛延2年） 白番ジゴ 安井春哲仙角
- 1750年（寛延3年） 向二子2目負 安井仙哲
- 1751年（宝暦元年） 白番3目負 本因坊伯元
- 1752年（宝暦2年） ジゴ 林転入門入
- 1753年（宝暦3年） 先番5目勝 安井春哲仙角
- 1755年（宝暦5年） 白番4目負 本因坊察元
- 1756年（宝暦6年） 白番2目勝 安井仙哲
- 1757年（宝暦7年） 向二子6目負 安井仙哲
- 1758年（宝暦8年） 向二子5目負 林祐元門入
- 1759年（宝暦9年） 白番3目負 安井春哲仙角
- 1760年（宝暦10年） 先番5目勝 本因坊察元
- 1761年（宝暦11年） 白番5目負 本因坊察元
- 1762年（宝暦12年） 白番ジゴ 安井仙哲
- 1763年（宝暦13年） 白番ジゴ 林祐元門入
- 同年 向四子3目負 酒井石見守
- 1764年（明和元年） 白番ジゴ 安井春哲仙角
- 1765年（明和2年） 白番5目負 本因坊察元
- 1766年（明和3年） 先番ジゴ 本因坊察元
- 1767年（明和4年） 向三子2目負 酒井石見守
- 1768年（明和5年） 白番ジゴ 安井春哲仙角
- 同年 白番4目勝 井上春達